# 16. Primetime Emmy-gála
A 16. Primetime Emmy-gála során az 1963 és 1964 között főműsoridőben bemutatott, amerikai televíziós programokat értékelték. A jelölteket az Academy of Television Arts & Sciences választotta ki. A Los Angeles-i Hollywood Palladiumban tartott ceremóniát az NBC közvetítette 1964. május 25-én. A műsor házigazdái Joey Bishop és E. G. Marshall voltak.

## Győztesek és jelöltek
A nyertesek félkövérrel jelölve.

### Műsorok
| Legjobb vígjátéksorozat | Legjobb drámasorozat |
| --- | --- |
| - The Dick Van Dyke Show (CBS) - The Bill Dana Show (NBC) - The Farmer's Daughter (ABC) - McHale's Navy (ABC) - That Was The Week That Was (NBC)                                          | - The Defenders (CBS) - Bob Hope Presents the Chrysler Theatre (NBC) - East Side/West Side (CBS) - Mr. Novak (NBC) - The Richard Boone Show (NBC) |
| Legjobb varietésorozat | Legjobb hírműsor |
| - The Danny Kaye Show (CBS) - The Andy Williams Show (NBC) - The Garry Moore Show (CBS) - The Judy Garland Show (CBS) - The Tonight Show Starring Johnny Carson (NBC)                     | - NBC White Paper (NBC) - The American Revolution of '63 (NBC) - CBS Reports (CBS) - Chronicle (CBS) - Town Meeting of the World (CBS)            |
| Legjobb ismeretterjesztő műsor | Legjobb gyerekműsor |
| - The Making of the President 1960 (ABC) - The DuPont Show of the Week (NBC) - Greece: The Golden Age (NBC) - The Kremlin (NBC) - Saga of Western Man (ABC) - The Twentieth Century (CBS) | - Discovery (ABC) - Exploring (NBC) - Mutual of Omaha's Wild Kingdom (NBC) - NBC Children's Theatre (NBC) - Science All-Stars (ABC)               |
| Az év műsora | |
| - The Making of the President 1960 (ABC) - The American Revolution of '63 (NBC) - The Defenders (CBS) (Epizód: "Blacklist" - The Kremlin (NBC) - Town Meeting of the World (CBS)          | |

### Színészek

#### Főszereplők
| Legjobb férfi főszereplő | Legjobb női főszereplő |
| --- | --- |
| - Dick Van Dyke (Rob Petrie) - The Dick Van Dyke Show (CBS) - Richard Boone (Judge) - The Richard Boone Show (NBC) - David Janssen (Dr. Richard Kimble) - The Fugitive (ABC) - Dean Jagger (Albert Vane) - Mr. Novak (NBC) - George C. Scott (Neil Brock) - East Side/West Side (CBS) | - Mary Tyler Moore (Laura Petrie) - The Dick Van Dyke Show (CBS) - Shirley Booth (Hazel Burke) - Hazel (NBC) - Patty Duke (Cathy Lane) - The Patty Duke Show (ABC) - Irene Ryan (Granny) - The Beverly Hillbillies (CBS) - Inger Stevens (Katy Holstrum) - The Farmer's Daughter (ABC) |

#### Mellékszereplők
| Legjobb férfi mellékszereplő | Legjobb női mellékszereplő |
| --- | --- |
| - Albert Paulsen (Volkoval) - Bob Hope Presents the Chrysler Theatre (NBC) (Epizód: "One Day in the Life of Ivan Denisovich") - Sorrell Booke (Julius Orloff) - Dr. Kildare (NBC) (Epizód: "What's God to Julius?") - Conlan Carter (Doc) - Combat! (ABC) (Epizód: "The Hostages") - Carl Lee (Lonnie Hill) - The Doctors and the Nurses (CBS) (Epizód: "Express Shop from Lenox Avenue") | - Ruth White (Shelagh Mangan) - Hallmark Hall of Fame (NBC) (Epizód: "Little Moon of Alban") - Martine Bartlett (Miranda Ledoux Porter) - Arrest and Trial (ABC) (Epizód: "Journey Into Darkness") - Anjanette Comer (Annabelle Selinsky) - Arrest and Trial (ABC) (Epizód: "Journey Into Darkness") - Rose Marie (Sally Rogers) - The Dick Van Dyke Show (CBS) - Claudia McNeil (Mrs. Hill) - The Doctors and the Nurses (CBS) (Epizód: "Express Shop from Lenox Avenue") |

#### Egyedülálló alakítások
| Legjobb egyedülálló alakítás színésznőtől | Legjobb egyedülálló alakítás színésztől |
| --- | --- |
| - Jack Klugman (Joe Larch) - The Defenders (CBS) (Epizód: "Blacklist") - James Earl Jones (Joe) - East Side/West Side (CBS) (Epizód: "Who Do You Kill?") - Roddy McDowall (Paul LeDoux) - Arrest and Trial (ABC) (Epizód: "Journey into Darkness") - Jason Robards (Abraham Lincoln) - Hallmark Hall of Fame (NBC) (Epizód: "Abe Lincoln in Illinois") - Rod Steiger (Mike Kirsch) - Bob Hope Presents the Chrysler Theatre (NBC) (Epizód: "A Slow Fade to Black") - Harold J. Stone (Elihu Kaminsky) - The Doctors and the Nurses (CBS) (Epizód: "Nurse is a Feminine Noun") | - Shelley Winters (Jenny Dworak) - Bob Hope Presents the Chrysler Theatre (NBC) (Epizód: "Two Is The Number") - Ruby Dee (Jenny Bishop) - The Doctors and the Nurses (CBS) (Epizód: "Express Stop from Lennox Avenue") - Bethel Leslie (Ellen Dudley) - The Richard Boone Show (NBC) (Epizód: "Statement of Fact") - Jeanette Nolan (Jessie McCoony) - The Richard Boone Show (NBC) (Epizód: "Vote No on 11!") - Diana Sands (Ruth) - East Side/West Side (CBS) (Epizód: "Who Do You Kill?") |

### Rendezők
| Legjobb rendező (vígjátéksorozat) | Legjobb rendező (varietésorozat) |
| --- | --- |
| - The Dick Van Dyke Show (CBS) – Jerry Paris - The Beverly Hillbillies (CBS) – Richard Whorf - The Farmer's Daughter (ABC) – Paul Nickell, William D. Russell, Don Taylor - McHale's Navy (ABC) – Sidney Lanfield | - The Danny Kaye Show (CBS) – Robert Scheerer - The Andy Williams Show (NBC) – Bob Henry - The Bell Telephone Hour (NBC) – Clark Jones, Sid Smith - New York Philharmonic Young People's Concerts with Leonard Bernstein (CBS) – Roger Englander - That Was the Week That Was (NBC) – Marshall Jamison |
| Legjobb rendező (drámasorozat) | |
| - East Side/West Side (CBS) (Epizód: "Who Do You Kill?") – Tom Gries - Bob Hope Presents the Chrysler Theatre (NBC) (Epizód: "Something About Lee Wiley") – Sydney Pollack - The Defenders (CBS) (Epizód: "Blacklist") – Stuart Rosenberg - The Defenders (CBS) (Epizód: "Moment of Truth") – Paul Bogart - Hallmark Hall of Fame (NBC) (Epizód: "The Patriots") – George Schaefer | |

### Forgatókönyvírók
| Legjobb adaptált forgatókönyv | Legjobb eredeti forgatókönyv |
| --- | --- |
| - Bob Hope Presents the Chrysler Theatre (NBC) (Epizód: "It's Mental Work") – Rod Serling - Alfred Hitchcock bemutatja (CBS) (Epizód: "The Jar") – James Bridges - Hallmark Hall of Fame (NBC) (Epizód: "The Patriots") – Robert Hartung - The Richard Boone Show (NBC) (Epizód: "The Hooligan") – Walter Newman | - The Defenders (CBS) (Epizód: "Blacklist") – Ernest Kinoy - Bob Hope Presents the Chrysler Theatre (NBC) (Epizód: "Something About Lee Wiley") – David Rayfiel - Breaking Point (ABC) (Epizód: "And James Was A Very Small Snail") – Allan Sloane - Dr. Kildare (NBC) (Epizód: "What's God to Julius?") – Adrian Spies - East Side/West Side (CBS) (Epizód: "Who Do You Kill?") – Arnold Perl |
| Legjobb forgatókönyv (vígjátéksorozat) | |
| - The Dick Van Dyke Show (CBS) – Carl Reiner, Sam Denoff, Bill Persky - The Danny Kaye Show (CBS) – Herbert Baker, Mel Tolkin, Ernest Chambers, Saul Ilson, Sheldon Keller, Paul Mazursky, Larry Tucker, Gary Belkin, Larry Gelbart - The Farmer's Daughter (ABC) – Steve Gethers, Jerry Davis, Lee Loeb, John McGreevey - That Was the Week That Was (NBC) – Robert Emmett, Gerald Gardner, Saul Turteltaub, David Panich, Tony Webster, Thomas Meehan, Ed Sherman | |

## Fordítás
- Ez a szócikk részben vagy egészben  a(z)   16th Primetime Emmy Awards című angol Wikipédia-szócikk fordításán alapul.  Az eredeti cikk szerkesztőit annak laptörténete sorolja fel. Ez a jelzés csupán a megfogalmazás eredetét és a szerzői jogokat jelzi, nem szolgál a cikkben szereplő információk forrásmegjelöléseként.